# Synallaxis kollari
El pijuí de Roraima (Synallaxis kollari), también denominado pijuí de garganta desteñida, es una especie de ave paseriforme de la familia Furnariidae perteneciente al numeroso género Synallaxis. Es nativa de una pequeña región del extremo norte de Brasil y Guyana.

## Distribución y hábitat
Se encuentra en el norte de Brasil, en los afluentes del alto Río Branco en el noreste del estado de Roraima y en las adyacencias de la frontera de Guyana.
Esta especie es considerada rara y local en su hábitat natural: el sotobosque del bosque en galería por debajo de los 200 metros de altitud.

## Descripción
Mide entre 15 y 16 cm de longitud. El plumaje es castaño rojizo, ferruginoso y más oscuro en el dorso, con la corona parduzca y una característica barba, blanca en la parte superior y negra sobre la garganta.

## Estado de conservación
El pijuí de Roraima ha sido calificado como críticamente amenazado de extinción por la Unión Internacional para la Conservación de la Naturaleza (IUCN) debido a que su muy pequeña zona de distribución está severamente fragmentada y decayendo en extensión y calidad. Con base en un modelo de deforestación de la cuenca amazónica se presume que su población, estimada entre 1500 y 7000 inidividuos maduros, irá a decaer extremadamente rápido en las próximas tres generaciones, como resultado de la continua pérdida de hábitat para ganadería y plantación de soja, facilitadas por la expansión de la red de rutas.

## Sistemática

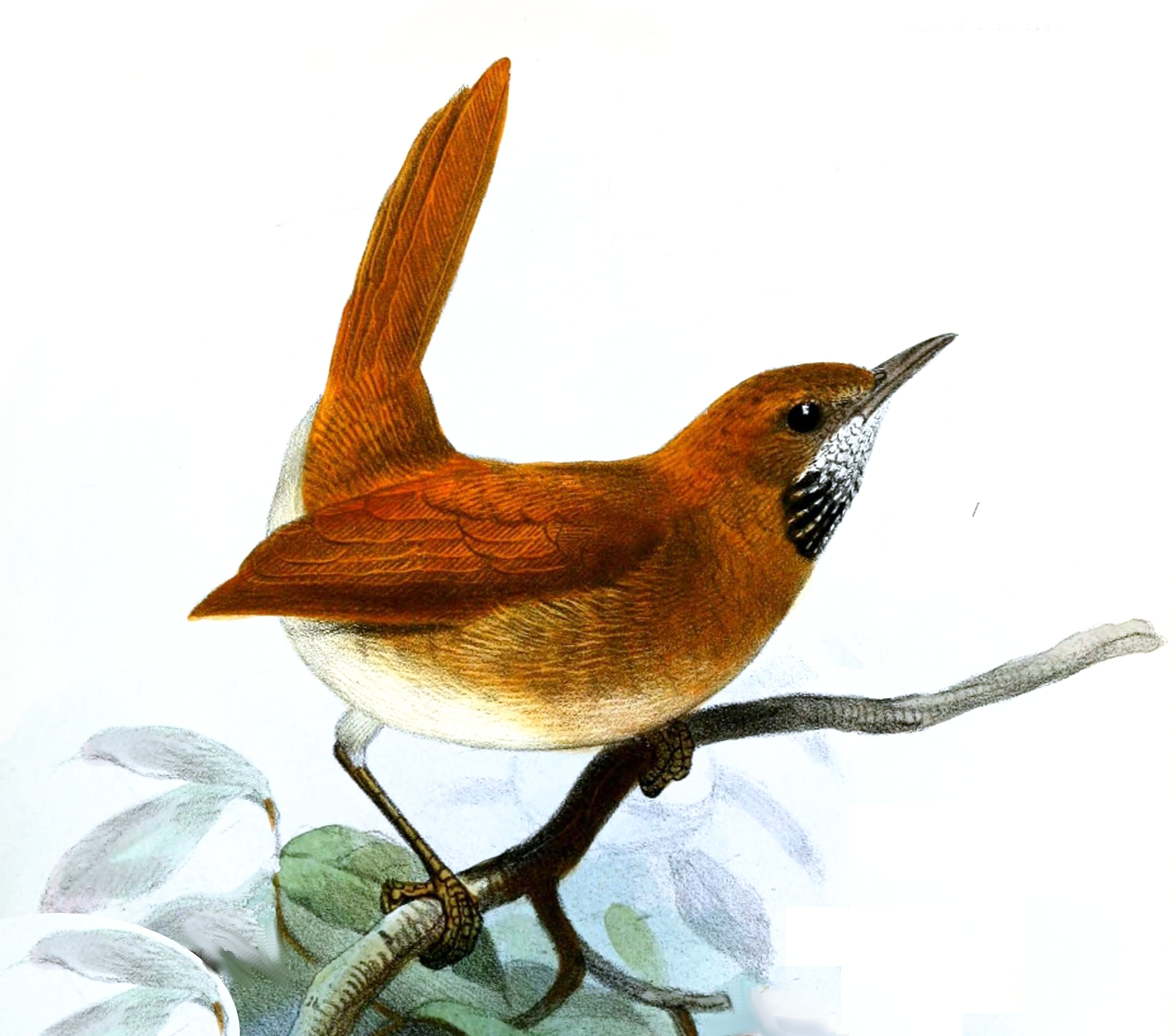
(Synallaxis kollari), ilustración de Smit, en Proceedings of the Zoological Society of London, 1874.

### Descripción original
La especie S. kollari fue descrita por primera vez por el ornitólogo austríaco August von Pelzeln en 1856 bajo el mismo nombre científico; su localidad tipo es: «Forte do São Joaquim, Rio Branco, Roraima, Brasil».

### Etimología
El nombre genérico femenino «Synallaxis» puede derivar del griego «συναλλαξις sunallaxis, συναλλαξεως sunallaxeōs»: intercambio; tal vez porque el creador del género, Vieillot, pensó que dos ejemplares de características semejantes del género podrían ser macho y hembra de la misma especie, o entonces, en alusión a las características diferentes que garantizan la separación genérica; una acepción diferente sería que deriva del nombre griego «Synalasis», una de las ninfas griegas Ionides. El nombre de la especie «kollari», conmemora al entomólogo y colector austríaco Vinzenz Kollár (1797-1860).

### Taxonomía
A la presente especie, junto a Synallaxis candei y S. scutata, se propuso agruparlos en un género propio: Poecilurus, pero no poseen diferencias genéricas diagnosticables. Los datos genético-moleculares indican que esta especie es hermana a un clado formado por Synallaxis candei y S. erythrothorax. Es monotípica.